# Amtkeli
Amtkeli (tiếng Gruzia: ამტყელი) là một con sông nhỏ ở tây bắc Gruzia. Con sông bắt nguồn từ Dãy núi Kavkaz, ở vùng Thượng Abkhazia, ở phần phía tây của dãy Chkhalta gần Amtkeli pass. Sông Amtkeli chảy về phía nam về phía Hồ Amtkeli và nhập với sông Kodori. Diện tích lưu vực của con sông là 398 kilômét vuông (154 dặm vuông Anh).
Sông Amtkeli được cung cấp nước bởi băng tuyết, mưa và nước ngầm. Lũ lụt trên sông thường xảy ra vào cuối mùa xuân và mùa hè, và mực nước sông xuống thấp vào mùa đông.